# Maliubu
Maliubu (Mali-Ubu, Male-Ubu, Male Ubu, Maleubu) ist ein osttimoresischer Suco im Verwaltungsamt Bobonaro (Gemeinde Bobonaro).

## Geographie

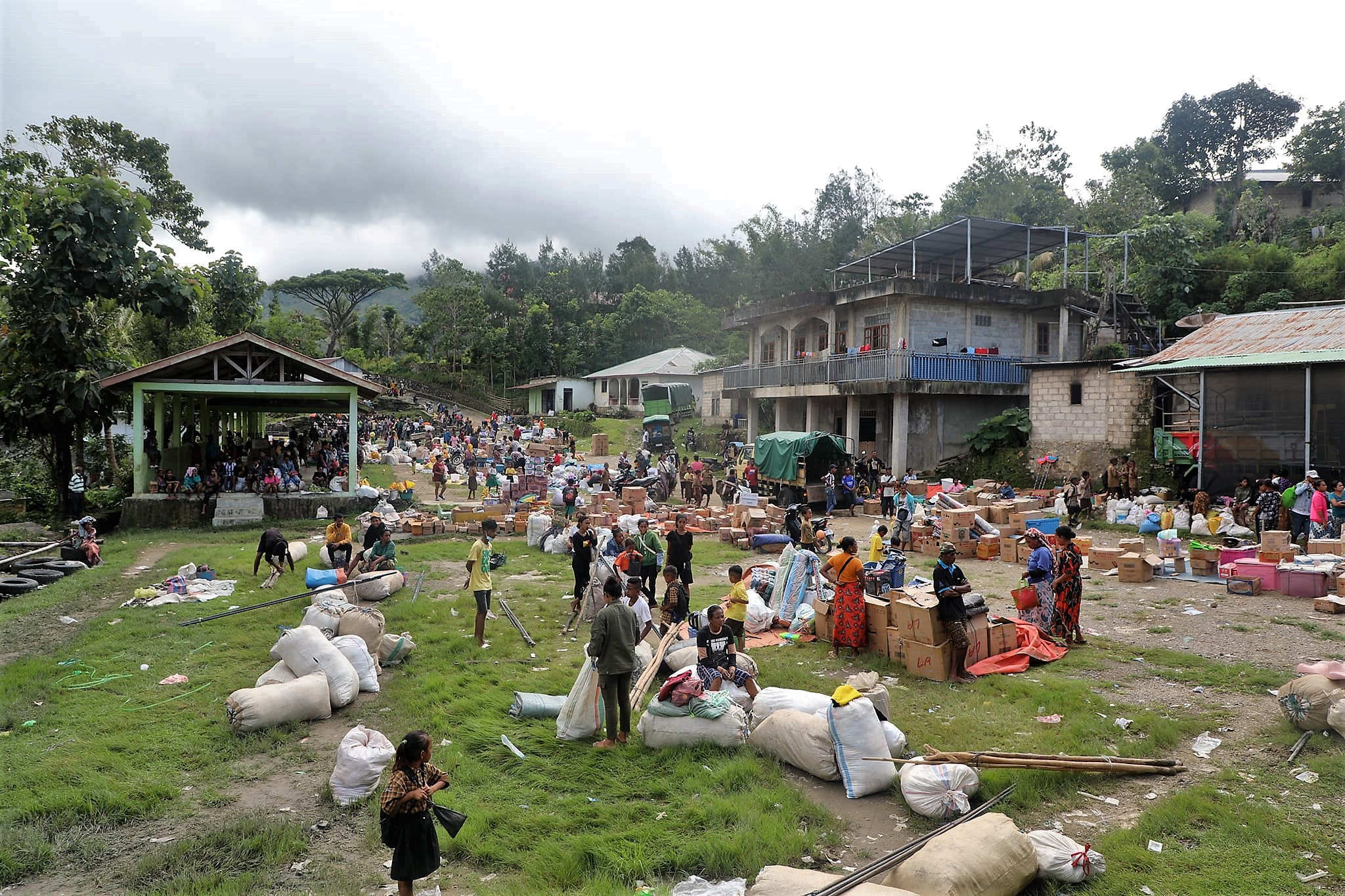
Links der Versammlungspavillon des Sucos Maliubu

Maliubu liegt im Norden des Verwaltungsamts Bobonaro. Westlich liegt der Suco Soileco, südwestlich Lourba, südlich Tebabui und östlich Colimau. Im Norden grenzt der Suco an die Gemeinde Ermera mit seinen Sucos Atara, Lacao und Obulo (Verwaltungsamt Atsabe). Die Nordgrenze bildet der Marobo, ein Nebenfluss des Lóis. In ihn mündet der Babalai, der die Grenze zu Soileco bildet. Der Foho Haubole (1021 m, Lage) ist ein Berg im Osten von Maliubu.
Maliubu hat eine Fläche von 7,67 km² und teilt sich in die fünf Aldeias Atu Lara (Atolara), Hatu-Udu, Licaubu, Maliubu und Nunupa.
An der Überlandstraße von Maliana nach Atsabe befinden sich am Südosten die Orte Hauba und Hatu-Udu. Die Überlandstraße verlässt dann Maliubu, biegt aber denn sofort nach Norden ab und durchquert dann den Osten von Maliubu. Hier liegt das Dorf Maliubu. Abseits der Straße befinden sich im Westen die Orte Atu Lara und Poelau, im Norden Raemantete (Raemeatete) und Nunupa und im Osten Hauboten und Manumea.
Im Westen steht ein Hospital. Schulen liegen in Hauba, Hauboten, Poelau, Raemantete und in der Aldeia Licaubu. In Hauba befinden sich der Sitz des Sucos und eine Marienkirche, vor der ein Marktplatz liegt.

## Einwohner

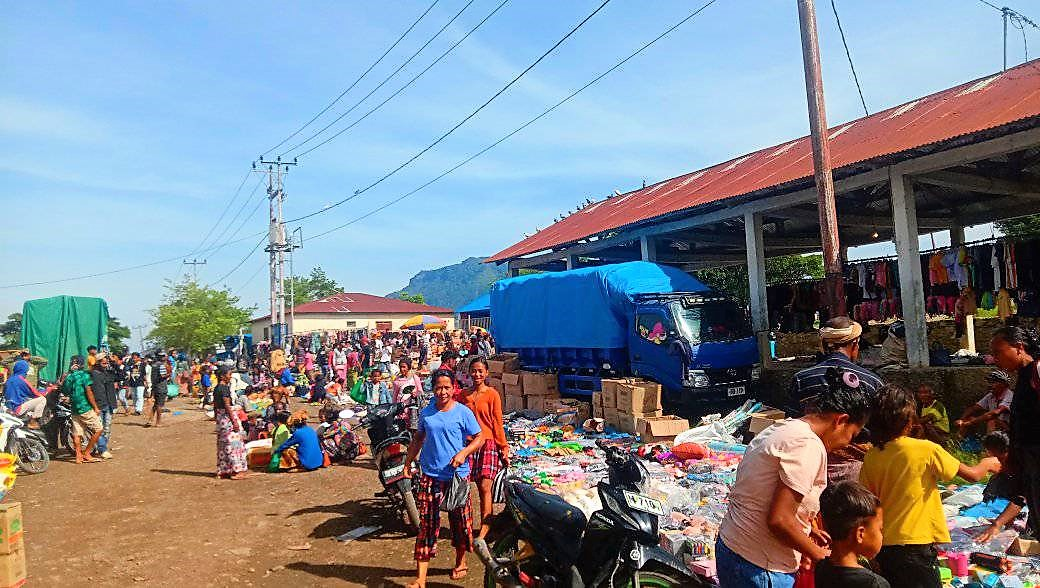
Auf dem Markt von Hauba

Im Suco leben 2.508 Einwohner (2022), davon sind 1.237 Männer und 1.271 Frauen. Im Suco gibt es 401 Haushalte. Über 95 % der Einwohner geben Kemak als ihre Muttersprache an. Kleine Minderheiten sprechen Tetum Prasa oder Bunak.

## Politik
Bei den Wahlen von 2004/2005 wurde José Barros zum Chefe de Suco gewählt und 2009 in seinem Amt bestätigt. Bei den Wahlen 2016 gewann Luis Dai Talo de Jesus und 2023 Quintiliano Barros Fernandes.